# Сарразен, Жан
Жан Сарразен (15 августа 1770, Сен-Сильвестр (по другим данным, Пен) — 11 ноября 1848, Брюссель) — французский военный деятель, историк и авантюрист.

## Биография
В 16-летнем возрасте поступил на службу в драгунский полк, во время Великой Французской революции быстро продвинулся по службе. В 1794 году был назначен генерал-адъютантом в армии Самбра и Мааса и Италии. 23 августа 1798 года, во время революционных войн, получил звание бригадного генерала. Участвовал в неудачном французском втором вторжении в Ирландию в 1798 году и в битве при Кэстлбаре.
Своими роялистскими интригами возбудил подозрение в рядах сторонников Наполеона в период режима Первой империи, хотя на словах всячески старался выказать свою лояльность. 18 июня 1810 года, находясь тогда в военном лагере в Булони, он внезапно дезертировал и бежал в Англию на борту английского судна. 15 ноября 1810 года был заочно приговорён во Франции к смертной казни. Известно, что во время пребывания в Лондоне он писал для газеты Times оскорбительные заметки против Наполеона, которые, подражая Демосфену, называл «филиппиками». В 1814 году агитировал против Наполеона при дворе маршала Бернадотта. После Первой Реставрации в 1814 году ему было возвращено его воинское звание, при этом после второго прихода к власти Наполеона во время Ста Дней он предложил свои услуги и ему. 
В 1814, 1815 и 1816 годах занимался написанием сочинений о войне французской армии в Португалии, Испании, России и Германии, передав их затем генералу Жомини, который опубликовал их вместе с его заметками о кампаниях 1813 года. В 1819 году был осуждён за троежёнство и 23 июля того же года приговорён судом присяжных Сены к десяти годам каторги в цепях. Вскоре, однако, был помилован Людовиком XVIII и выехал в Лондон, где получал пенсию от английского правительства. Последние годы жизни провёл в Бельгии, в Брюсселе.
Главные работы: «Le philosophe ou notes historiques» (1811), «Histoire de la guerre d’Espagne» (1814), «Histoire de la guerre de Russie» (1815).